# Jani Sievenen
Jani Sievenen (Finlandia, 31 de marzo de 1974) es un nadador finlandés retirado especializado en pruebas de cuatro estilos, donde consiguió ser subcampeón olímpico en 1996 en los 200 metros.

## Carrera deportiva
En los Juegos Olímpicos de Atlanta 1996 ganó la medalla de plata en los 200 metros estilos con un tiempo de 2:00.13 segundos, tras el húngaro Attila Czene (oro con 1:59.91 segundos que fue récord olímpico) y por delante del canadiense Curtis Myden. Anteriormente en el Mundial de piscina larga de Roma 1994 había ganado el oro en la misma prueba.